# Yosemite Firefall

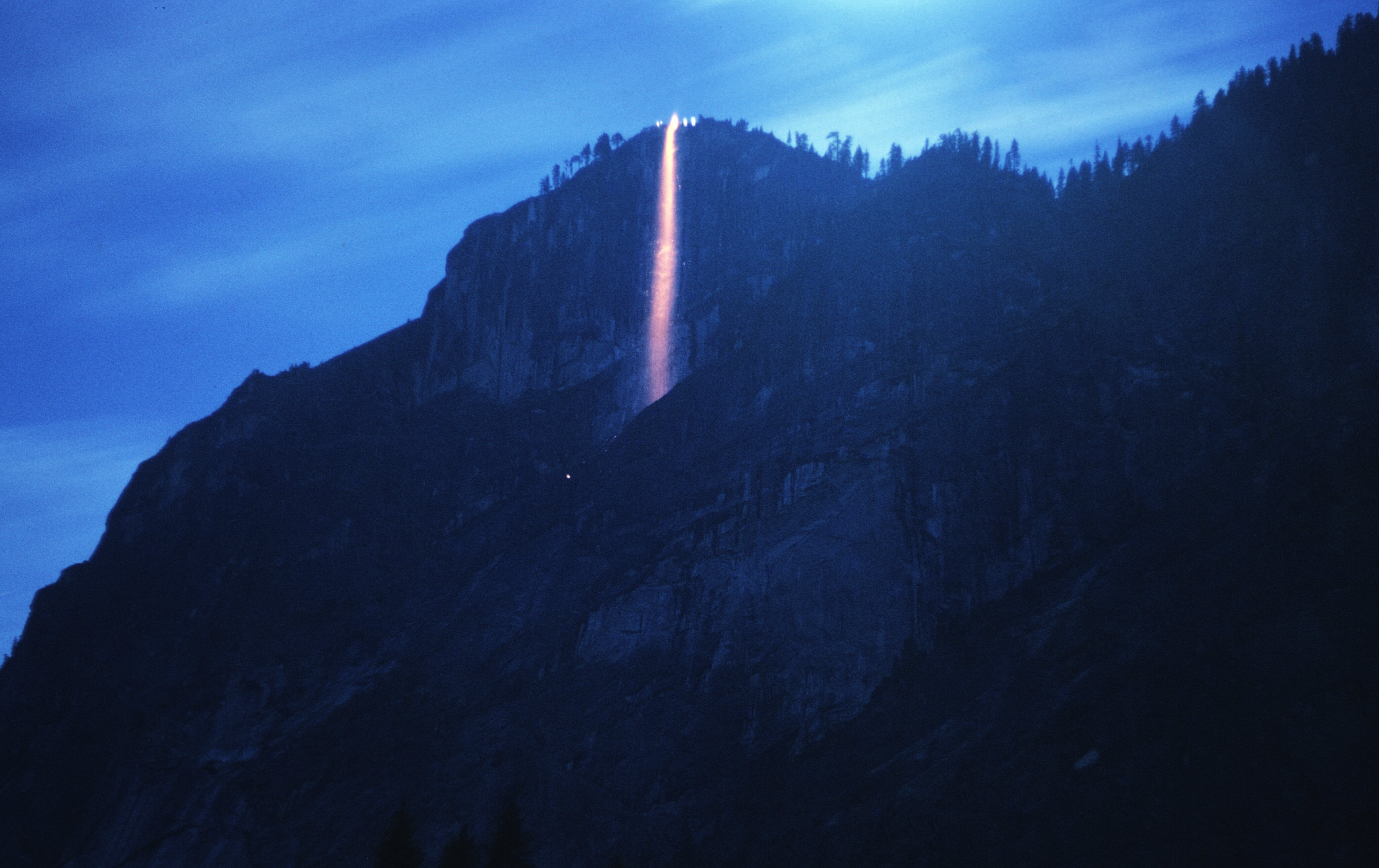
Foto van de Firefall vanaf de Ahwahnee Meadow, met een lange belichtingstijd.

De Yosemite Firefall was een ritueel dat (vermoedelijk) van 1872 tot 1968 's zomers plaatsvond in Yosemite National Park in de Amerikaanse staat Californië. Men liet hete, gloeiende of brandende kolen zo'n 900 meter naar beneden vallen, vanaf Glacier Point tot in de Yosemite Valley. Vanaf een afstand leek het op een gloeiende waterval. Het ritueel werd uitgevoerd door verschillende generaties van eigenaars van het Glacier Point Hotel. Het ritueel was enigszins controversieel – veel bezoekers waren er dol op, maar de officiële instanties waren het ritueel liever kwijt dan rijk. In januari 1968 verbood de National Park Service de voortzetting van de Firefall, omdat het te veel mensen aantrok en het geen natuurlijk fenomeen was. Het hotel brandde een jaar later af en is nooit heropgebouwd.
Onder bepaalde omstandigheden kunnen bezoekers wel nog steeds een roodgloeiende waterval waarnemen in het park. De anders weinig opvallende Horsetail Fall wordt in februari soms belicht door de ondergaande zon, waardoor ze op de historische Firefall lijkt.

## In de populaire cultuur
Het spektakel komt voor in de film The Caine Mutiny uit 1954.
De Amerikaanse singer-songwriter Rick Roberts noemde zijn band Firefall naar het ritueel.
Bezienswaardigheden: Bridalveil Fall · Cathedral Lakes · Cathedral Peak · Chilnualna Falls · Clouds Rest · El Capitan · Emerald Pool · Glacier Point · Grand Canyon of the Tuolumne · Grizzly Giant · Half Dome · Hetch Hetchy · Horsetail Fall · John Muir Trail · Mariposa Grove · Merced Grove · Merced River · Mount Conness · Mount Dana · Mount Lyell · Mount Starr King · Nevadawaterval · Ostrander Lake · Pacific Crest Trail · Sentinel Dome · Sentinel Rock · Tenaya Canyon · Tenaya Lake · Tunnel View · Tuolumne Grove · Tuolumne Meadows · Tuolumne River · Vernalwaterval · Wawona Tunnel Tree · Yosemite Valley · Yosemitewaterval

Bebouwing: Ahwahnee Hotel · Badger Pass Ski Area · Camp 4 · Curry Village · Glacier Point Hotel · Housekeeping Camp · LeConte Memorial Lodge · Pioneer Yosemite History Center · Rangers' Club · Parsons Memorial Lodge · Wawona · Wawona Hotel · Yosemite Valley Chapel · Yosemite Valley Lodge · Yosemite Village

Vervoer: SR 41 · SR 120 · SR 140 · Wawona Tunnel · Yosemite Area Regional Transportation System

Personen: Ahwahnechee · Chief Tenaya · Frederick Law Olmsted · Galen Clark · John Conness · John Muir · Sierra Miwok · Stephen Mather · Robert Underwood Johnson